# Wight Pusher Seaplane
Die Wight Pusher Seaplane ist ein britischer Doppeldecker mit Druckpropeller, der im  Ersten Weltkrieg gebaut wurde.

## Entwicklung
Der Vorläufer des Pusher Seaplane, die Wight Seaplane No. 2,  wurde bereits im Februar 1913 auf der Olympia Aero Show vorgestellt. Es wurde nun eine vergrößerte Version davon hergestellt. Der Doppeldecker besaß Tragflächen von unterschiedlicher Spannweite. Das Flugzeug ruhte auf zwei Schwimmer. Die Samuel White Company baute elf  Maschinen, die beim Royal Naval Air Service die Nummern 155, 171 bis 177 und 893 bis 895 erhielten.

## Einsatz
Das Flugzeugmutterschiff Ark Royal hatte u. a. zwei Wight Pusher Seaplanes an Bord. Im Februar 1915 wurden sie als Aufklärer im Bereich der Dardanellen eingesetzt.

## Technische Daten
| Kenngröße             | Daten                                        |
| --------------------- | -------------------------------------------- |
| Spannweite            | 19,20 m (63 ft.)                             |
| max. Startmasse       | 1.588 kg (3.500 lb.)                         |
| Antrieb               | ein Salmson-Sternmotor mit 203 PS (200 h.p.) |
| Höchstgeschwindigkeit | 116 km/h (72 m.p.h.)                         |